# 신본기
신본기(辛本基, 1989년 3월 21일 ~ )는 전 KBO 리그 kt 위즈의 내야수이다.

## 아마추어 시절
부산 감천초등학교 2학년 때 야구를 시작했고 경남중학교 진학 후부터 운동에만 전념했다. 3루수와 투수를 병행하다가 경남고등학교 3학년 때 팀 사정상 유격수로 포지션을 옮겼다. 경남고 3학년 때 청룡기 전국고교야구대회 2연패를 달성하고 화랑대기에서도 준우승하는 등 크게 활약했지만 김선빈, 안치홍에 밀려 청소년 대표에 뽑히지 못했다.
2008년 동아대학교에 진학하자마자 주전 유격수로 강한 어깨와 폭넓은 수비 범위를 자랑하며 프로팀 스카우트에게 일찌감치 주목받았다. 또한 2009년 야구 월드컵, 2009년 아시아 야구 선수권 대회, 2010년 세계 대학 야구 선수권 대회, 한미대학선수권 등 국가대표로 2년 연속 총 4번 출전해 2012년 신인 드래프트 참가 선수 중 국제 대회 최다 출전 선수였다.

## 롯데 자이언츠시절
동아대학교 졸업 후 2012년 신인 드래프트에서 2라운드 5순위(전체 14순위) 지명을 받아 입단했다. 당시 유격수를 맡았던 문규현의 백업으로 간간히 출장했으나 어깨 탈골 부상으로 첫 시즌을 조기에 마감했다. 이후 박기혁, 문규현의 동반 부진으로 인해 주전 유격수로 기용됐으나 2013년에 2할대 타율, 1홈런, 25타점, 2014년에 2할대 타율, 4홈런, 13타점에 그치며 타격이 부진했다.

## 경찰 야구단시절
2014년 시즌 후 전준우, 김사훈과 함께 입단하였다. 약점인 타격을 보완하는 데 집중해 2015년 타율 0.348, 3홈런, 36타점, 53득점, 2016년 타율 0.353, 3홈런, 51타점, 95득점의 성적을 기록했다. 특히 2016년에는 2군 최다 안타(116개)와 득점 1위에 올랐다.

## 롯데 자이언츠복귀
2016년 9월 3일 제대와 동시에 곧바로 1군 엔트리에 포함됐다. 잔여 시즌 동안 25경기에 출장해 3할대 타율, 1홈런, 10타점을 기록했다.
2017년에는 정규 시즌과 준플레이오프에서 유격수와 3루수를 번갈아 맡으며 안정적인 수비 실력을 더욱 인정받았다. 그러나 타격에서는 2할대 타율, 5홈런, 47타점으로 아쉬운 성적을 기록했다.
2018년에는 내야 멀티 포지션을 수행하며 풀타임 주전 역할을 충실히 수행해 커리어 하이 시즌을 보냈다. 수비에서는 유격수로서 522.2이닝, 3루수로서 434이닝, 2루수로서 102.2이닝을 소화해 유틸리티 내야수로서의 역량을 과시했다. 데뷔 후 처음으로 규정 타석을 채워 2할대 타율, 11홈런, 71타점, OPS 0.799의 준수한 성적을 기록했다. 특히 하위 타선에 기용되며 71타점을 기록했다.

## kt 위즈시절
2020년 12월 4일 당시 롯데 자이언츠 소속이었던 그와 박시영, kt 위즈 소속이었던 최건과 2022년 KBO 리그 신인 드래프트 2차 3라운드 지명권 양도를 포함한 2:1 트레이드를 통해 이적하였다.
11일 수원케이티위즈파크에서 열리는 2025 프로야구 롯데 자이언츠와 홈 경기에서 신본기의 은퇴식이 열리면서 마침표를 끊었다.

## 별명
- 일본 도쿄 미나토구에 있는 부촌의 이름인 롯폰기를 본뜬 '롯본기'라고 불린다.[4]
- 2019년에 수비를 하다가 타구가 머리에 맞아 '제 2의 월드 스타'라고 불렸다.

## 배우자
- '신현정' (2017년 ~ 현재)

## 출신 학교
- 부산 감천초등학교
- 경남중학교
- 경남고등학교
- 동아대학교

## 통산 기록
| 연도 | 팀명   | 타율  | 경기 | 타수 | 득점 | 안타 | 2루타 | 3루타 | 홈런 | 루타 | 타점 | 도루 | 도실 | 볼넷 | 사구 | 삼진 | 병살 | 실책 |
| ---- | ------ | ----- | ---- | ---- | ---- | ---- | ----- | ----- | ---- | ---- | ---- | ---- | ---- | ---- | ---- | ---- | ---- | ---- |
| 2012 | 롯데   | 0.105 | 50   | 57   | 9    | 6    | 0     | 0     | 0    | 6    | 3    | 1    | 1    | 9    | 1    | 17   | 3    | 1    |
| 2013 | 롯데   | 0.229 | 99   | 240  | 27   | 55   | 11    | 0     | 1    | 69   | 25   | 6    | 3    | 24   | 5    | 55   | 2    | 10   |
| 2014 | 롯데   | 0.230 | 63   | 113  | 20   | 26   | 6     | 1     | 4    | 46   | 13   | 1    | 1    | 5    | 4    | 25   | 0    | 4    |
| 2016 | 롯데   | 0.309 | 25   | 81   | 13   | 25   | 4     | 0     | 1    | 32   | 10   | 0    | 1    | 13   | 8    | 12   | 3    | 2    |
| 2017 | 롯데   | 0.237 | 128  | 325  | 49   | 77   | 11    | 0     | 5    | 103  | 47   | 5    | 2    | 25   | 13   | 76   | 8    | 10   |
| 2018 | 롯데   | 0.294 | 139  | 425  | 55   | 125  | 28    | 1     | 11   | 188  | 71   | 1    | 5    | 33   | 11   | 95   | 12   | 20   |
| 2019 | 롯데   | 0.256 | 121  | 375  | 43   | 96   | 9     | 0     | 1    | 108  | 26   | 3    | 3    | 24   | 8    | 62   | 9    | 15   |
| 2020 | 롯데   | 0.217 | 81   | 106  | 18   | 23   | 1     | 0     | 2    | 30   | 12   | 1    | 0    | 14   | 1    | 22   | 3    | 2    |
| 2021 | kt     | 0.236 | 96   | 174  | 25   | 41   | 8     | 0     | 1    | 52   | 19   | 1    | 2    | 22   | 4    | 45   | 6    | 4    |
| 2022 | kt     | 0.182 | 74   | 121  | 9    | 22   | 3     | 0     | 1    | 28   | 8    | 0    | 1    | 10   | 2    | 28   | 5    | 1    |
| 2023 | kt     | 0.204 | 40   | 54   | 8    | 11   | 2     | 0     | 1    | 16   | 7    | 0    | 1    | 14   | 2    | 8    | 3    | 3    |
| 2024 | kt     | 0.279 | 84   | 122  | 18   | 34   | 3     | 0     | 3    | 46   | 19   | 2    | 0    | 16   | 3    | 28   | 3    | 7    |
| 통산 | 12시즌 | 0.247 | 1000 | 2193 | 294  | 541  | 86    | 2     | 31   | 724  | 260  | 19   | 20   | 209  | 62   | 473  | 57   | 79   |